# Nadryby
Nadryby jsou obec v okrese Plzeň-sever v Plzeňském kraji. Leží šestnáct kilometrů severovýchodně od Plzně. Žije v ní 135 obyvatel. Obec obtéká řeka Berounka a nachází se v přírodním parku Berounka.

## Historie
První zmínky o obci samotné jsou datovány již do 11. století. Tehdy bylo jejím hlavním posláním zásobovat Břevnovský klášter v Praze rybami z řeky Berounky.
Roku 1900 zde nechal Jan Cingroš postavit nový tovární kamenický areál. Strojové vybavení mu dodala továrna Suchý, Jouza a Čáp, slévárna a strojírna, z Chrástu u Plzně. S tím byla postavena i vila, která měla sloužit jako letní sídlo. Dne 8. 5. 1945 se u obce odehrál jeden z posledních sestřelů druhé světové války. Kolem 20. hodiny dva americké P-51 Mustang napadly dvojici utíkajících německých Fw-190. Američané oba Němce sestřelili,[zdroj⁠?!] jeden dopadl u Nadryb a druhý u obce Nynice. Oba němečtí piloti v troskách svých strojů zahynuli.

## Přírodní poměry
Nadryby se nachází v přírodním parku Horní Berounka. Na severu obec sousedí s Kostelcem, na východě za Berounkou s Kříšemi, na jihu – opět za řekou – se Sedleckem a na jihozápadě s Dolany. Dominantou okolí je vrchol Chlumu, který se tyčí na protějším břehu Berounky.

## Obyvatelstvo
| Rok            | 1869 | 1880 | 1890 | 1900 | 1910 | 1921 | 1930 | 1950 | 1961 | 1970 | 1980 | 1991 | 2001 | 2011 | 2021 |
| -------------- | ---- | ---- | ---- | ---- | ---- | ---- | ---- | ---- | ---- | ---- | ---- | ---- | ---- | ---- | ---- |
| Počet obyvatel | 246  | 270  | 262  | 263  | 280  | 282  | 295  | 209  | 212  | 174  | 131  | 117  | 94   | 106  | 135  |
| Počet domů     | 32   | 34   | 37   | 35   | 39   | 44   | 50   | 60   | 57   | 54   | 46   | 58   | 59   | 41   | 63   |

## Obecní správa
Mezi lety 1869–1980 Nadryby byly obcí v okrese Plzeň (1869–1930), poté v okrese Plzeň-okolí (1950) a později v okrese Plzeň-sever. Od 1. července 1980 do 23. listopadu 1990 patřily jako část obce k Hromnici a od 24. listopadu 1990 jsou opět samostatnou obcí, ale Kostelec již zůstal součástí Hromnic. V letech 1961–1980 k obci patřil Kostelec.

### Obecní symboly
Znak a vlajka byly obci uděleny rozhodnutím předsedkyně Poslanecké sněmovny Parlamentu České republiky dne 18. května 2012.

## Pamětihodnosti
Na návsi stojí kaple svatého Antonína postavená v roce 1725 pravděpodobně podle projektu Jana Blažeje Santiniho-Aichela. Jako kulturní památka je také chráněna selská usedlost čp. 5 z počátku devatenáctého století. Archeologickou památkou je prehistorické hradiště Kozel asi dva kilometry západně od vesnice. Na protějším břehu Berounky se nad pravým břehem Korečnického potoka nachází v katastrálním území Kříše hradiště označované jako Nadryby.

## Turistický ruch
Turistický ruch se zde objevuje především v létě. Jedná se o vodáky, kteří splouvají Berounku. Na katastrálním území obce se nachází dva kempy a přívoz přes Berounku.

## Galerie

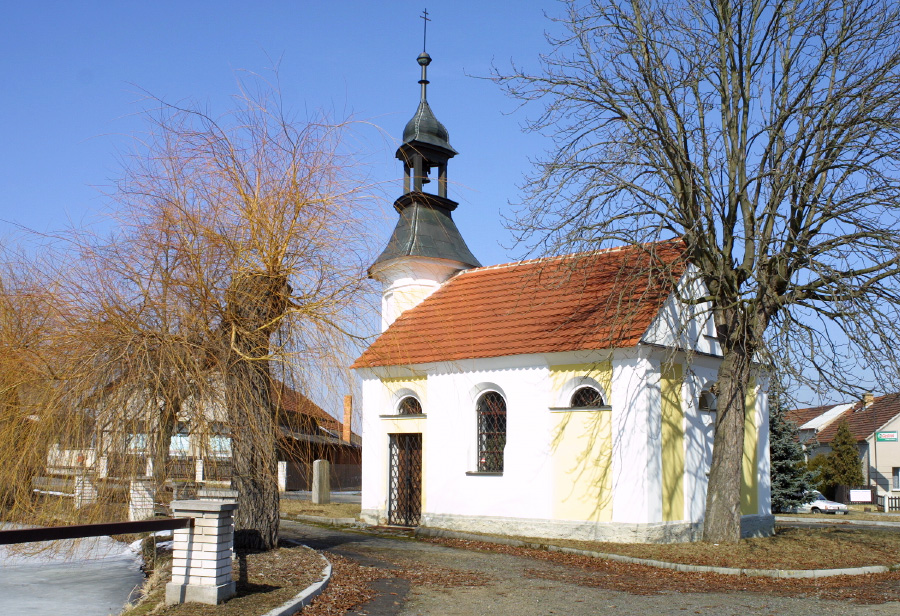
Kaple svatého Antonína u návesního rybníka
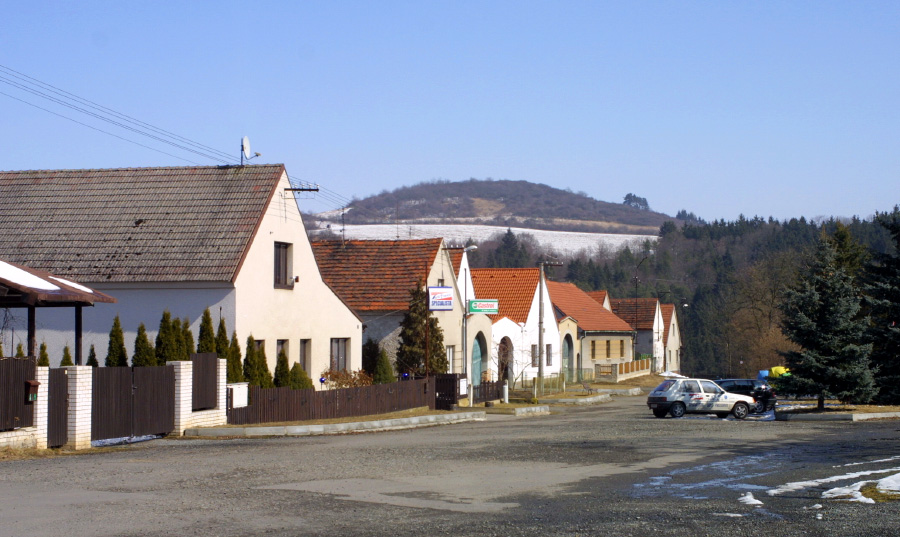
Severní strana návsi s vrcholem Chlumu v pozadí
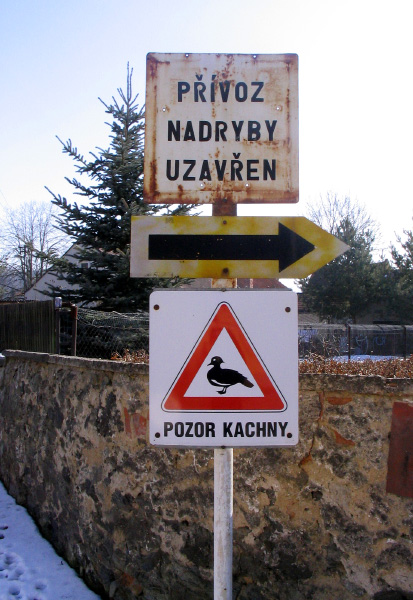
Místní dopravní značka: Pozor kachny!